# 白眼鵟鹰
白眼鵟鹰（学名：Butastur teesa）为鹰科鵟鹰属的鸟类，分布在南亚。在中国大陆，分布于西藏等地，多栖息于干燥的山底树丛。该物种的模式产地在印度恒河-讷尔默达河流域。

## 保护
- 中国国家重点保护动物等级：二级